# 미수기언
《미수기언》(眉叟記言)은 조선 시대 우의정을 지낸 허목(許穆, 1595년~1682년 4월 27일)이 편찬한 책이다. 원집ㆍ속집ㆍ습유(拾遺)ㆍ자서(自序)ㆍ자서속편ㆍ별집으로 구성되어 있다. 현종 15년(서기 1674년) 이전에 쓴 〈원집〉과 그 이후에 지은 〈속집〉이 합계 67권이고, 따로 〈기언별집〉 26권이 있어서 총 93권 20책이다. 미수(眉叟)는 허목의 호로서, 눈썹이 길어 눈을 덮었으므로 스스로 호를 지어 '미수'(眉叟)라 하였다. 기언(記言)이란 말의 중요함과 위험함을 두렵게 여겨, 말하면 반드시 써서 지키기에 힘쓰는 한편 날마다 반성한다는 뜻이다.

## 같이 보기
- 허목(許穆)
- 《단군세가》(檀君世家)
- 허목 미수기언 목판 - 경상남도 유형문화재 제182호